# František Reyl
František Reyl (20. února 1865 Josefov – 16. prosince 1935 Hradec Králové) byl český a československý římskokatolický kněz, sociolog a politik; meziválečný senátor Národního shromáždění ČSR za Československou stranu lidovou.

## Biografie

### Akademická činnost
Pocházel z chudého rodinného prostředí a po studiích na gymnáziu v Hradci Králové absolvoval tamní diecézní teologické učiliště. Jednalo se o talentovaného a organizačně nadaného studenta a bohoslovce, který od mládí neskrýval vlastenectví a v době teologických studií stál v čele spolku bohoslovců Třebízský. V roce 1889 byl vysvěcen na kněze a jako vikarista nastoupil do královéhradecké katedrály. Když ho záhy biskup Josef Jan Hais (1829‒1892) poslal nejprve jako vicerektora (1890) a pak rektora (1893) do chlapeckého studentského konviktu Borromeum, soustředil se na pedagogickou práci, kterou propojoval s dalším vlastním studiem. V roce 1897 získal titul doktora teologie. Souběžně v letech 1890‒1905 vyučoval jako katecheta na hradecké vyšší státní reálce. Tuto průpravu Reyl využil v dalších letech, kdy byl pověřen výukou na kněžském diecézním učilišti. V letech 1901‒1916 jako docent vyučoval křesťanskou sociologii. V letech 1932‒1934 na tuto práci navázal a přednášel křesťanskou sociologii také na teologické fakultě Univerzity Karlovy v Praze. Kromě toho od roku 1909 zastával funkci rektora v královéhradeckém kněžském semináři. V roce 1912 se František Reyl stal sídelním kanovníkem, později děkanem a proboštem královéhradecké kapituly. V době, kdy diecézi řídil biskup Edvard J. N. Brynych (v letech 1893‒1902), patřil do okruhu jeho blízkých spolupracovníků. Za biskupa Josefa Doubravy (v letech 1903‒1921) na tuto práci navazoval jako apologeta, publicista a organizátor východočeského katolického centra.

### Politická činnost
Od poloviny 90. let 19. století se angažoval i politicky, patřil ke konzervativnímu křídlu Křesťansko-sociální strany v Čechách (1896) a byl členem jejího vedení. V letech krize českého politického katolicismu na přelomu 19. a 20. století usiloval o zprostředkování smíru mezi pražskými politiky. Zapojil se do jednání vedoucích k obnově jednotné strany a v roce 1906 patřil mezi iniciátory Strany katolického lidu. Po dalším rozkolu v roce 1910 zastupoval východní Čechy v předsednictvu České strany křesťansko-sociální v Čechách. Toto působení doplňoval angažovaností ve východních Čechách. Byl spoluzakladatelem a dlouholetým jednatelem Politického družstva tiskového v Hradci Králové (do 1919) vydávajícího časopis Obnova, v roce 1900 byl u kolébky Politického klubu křesťansko-demokratického pro Hradec Králové a okolí, od roku 1896 stál jako předseda v čele Ústředního spolkového sdružení a vykonával i funkce místopředsedy a později předseda Jednoty katolických tovaryšů. Inicioval vznik stavebního družstva Svépomoc. Jako vůdčí postava stál za organizací českoslovanských a diecézních sjezdů katolíků v Hradci Králové v letech 1897, 1902, 1909, 1923). Kromě toho byl aktivní i v křesťansko-sociálních odborech. V roce 1901 byl zvolen předsedou dozorčí rady Všeodborového sdružení křesťanského katolického dělnictva, odborové organizace českého katolického dělnictva v českých zemích, na jejímž založení se podílel.
V letech 1907 a 1911 neúspěšně kandidoval na poslance do vídeňské Říšské rady, ale jeho úspěchem jako předního organizátora volebních kampaní na východě Čech zůstává přínos pro šíření politického katolicismu. V parlamentních volbách v roce 1920 získal za lidovou stranu senátorské křeslo v Národním shromáždění. Mandát obhájil v parlamentních volbách v roce 1925 a parlamentních volbách v roce 1929. V senátu zasedal do roku 1935. V roce 1935 se stal předsedou Klubu senátorů Československé strany lidové. Předsedal župní a okresní organizace ČSL na Hradecku a stranu počátkem 20. let zastupoval i v hradeckém obecním zastupitelstvu.

### Publikační činnost

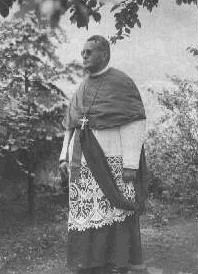
František Reyl

Povoláním byl kanovníkem a spisovatelem v Hradci Králové. Reylova publikační činnost byla poměrně rozsáhlá a jen výčet brožur a knih, které napsal, se blíží ke třicítce. Jedná se v prvé řadě o dobové, apologeticky zabarvené spisy (některé publikoval pod pseudonymem F. R. Skalický), z nichž řada vyšla v ediční řadě Časových úvah, které v letech 1896-1909 redigoval (Jubileum mariánské a Lurdy, 1904; Braňme se tiskem, 1905; Církev pronásleduje vědu, 1900; Náboženství a škola, 1922; Obrana úcty Svatojanské, 1910; Oslava Husova, 1900; Proti Volné myšlence, 1907). Dále psal knížky náboženského nebo příležitostného charakteru, motivované potřebami církve (Manželství přirozené a svátostné, 1906; O svaté zpovědi, 1902; Reforma manželství, 1906). Do jeho díla patří i cestopisné črty (Blíže k Římu, 1901 či Návštěva u Slovanů, 1905). Publikoval rovněž monografie věnované velkým osobnostem české církve (Jan Valerian Jirsík, 1899; Biskup Brynych, 1932) nebo úvahy národohospodářského (Dobrodinečkové, 1898; Klíč ku bohatství, 1904), případně organizačního rázu (O významu katolických spolků, 1900).
Profilující význam mají Reylovy práce týkající se vývoje společnosti, neboť patří do úzkého kruhu několika zakladatelských postav katolické (křesťanské) sociologie. Vedle drobnějšího spisu Sebevraždy studentů (1904), tematicky korespondujícího se známým Masarykovým dílem o sebevraždách, jádro Reylových názorů obsahují tři knihy z počátku 20. století, Úkoly sociální politiky (1909), Jádro křesťanské sociologie (1914) a Sociologie v politice (1924), přičemž posledně jmenovaný spis je vlastně přepracovanou a rozšířenou prací z roku 1914. Zatímco kniha Úkoly sociální politiky mohla svou komplexností plnit roli kvalitní dobové příručky poskytující poučení o příčinách vzniku, úkolech, aktérech, metodách a příjemcích sociální politiky jako relativně nového fenoménu, oba další zmíněné spisy mají vědecký charakter, jsou katolickým viděním vývoje ve společnosti se stanovením zásad pro její optimální vývoj do budoucna. Směřují ke shromáždění důvodů, proč by měla být společnost uspořádána na bázi křesťanského solidarismu. Mimo jiné i proto jeho názory nebyly v nekatolických kruzích přijímány bez kritiky a Reyl jako sociolog si své místo ve světě vědy hledal s obtížemi.
Kromě teoretické a akademické aktivity se prakticky angažoval v sociální sféře. Hmotně podporoval sociálně slabé a založil a řídil například dům Záštita pro osamělé ženy v Hradci Králové, podílel se na řízení diecézního ústavu pro hluchoněmé a stál u kolébky spolku Charitas. Měl pověst nekompromisního polemika, zásadního, nebojácného a přesvědčeného odpůrce tzv. pokrokového tábora.

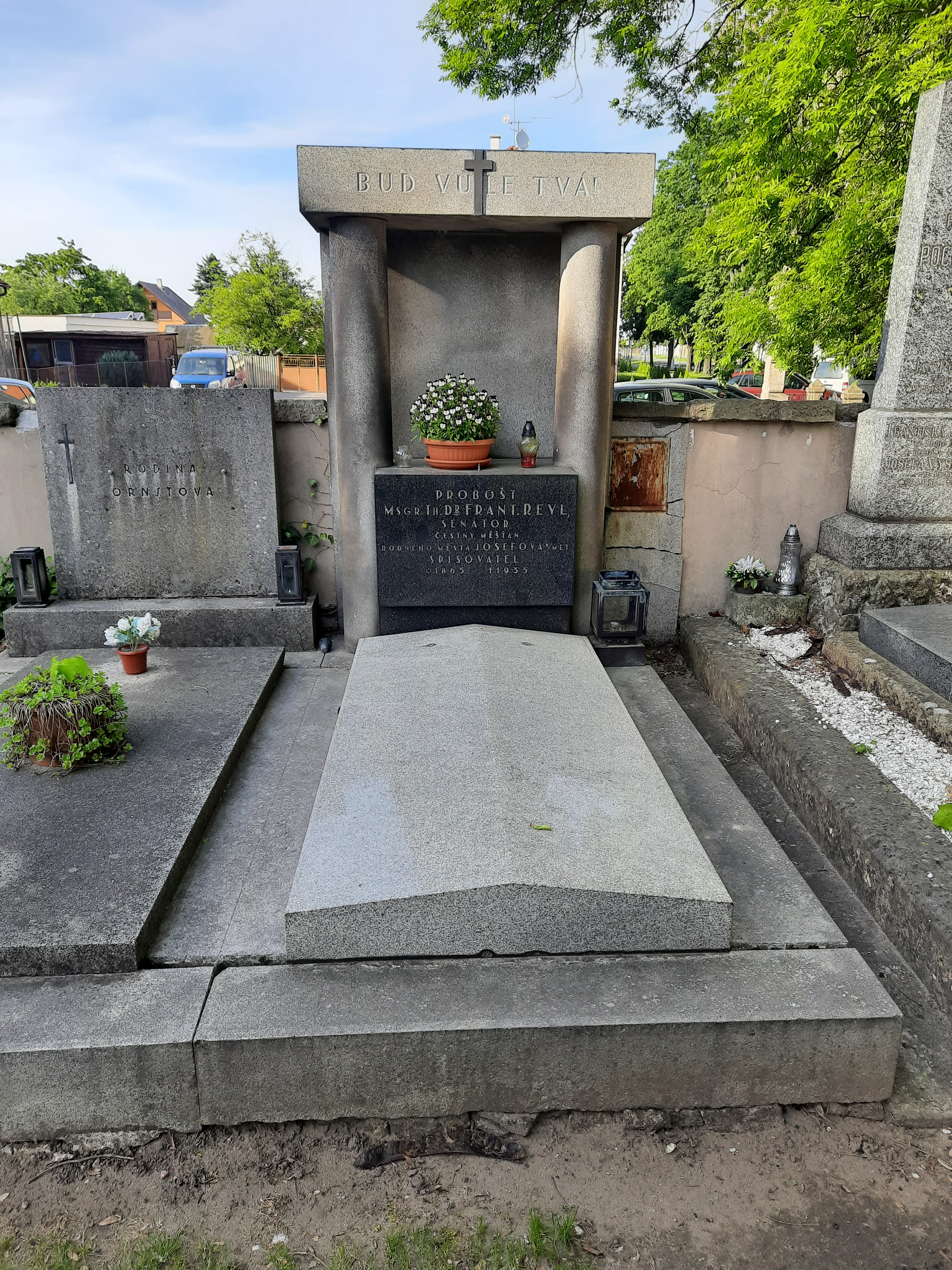
Hrob Františka Reyla na hřbitově v Pouchově

### Úmrtí
Zemřel 16. prosince 1935 v Hradci Králové. Pohřben byl na hřbitově v Pouchově.

## Dílo
- Žaloba vyděděnce 19. věku (1901) [9]
- O socialním významu zpovědi (1902) [10]
- Manželství přirozené a svátostné (1906) [11]
- Pastýřský list nejdp. biskupa dra Josefa Doubravy (1906) [12]
- Proti volné myšlence (1907) [13]
- Proti volné škole (1908) [14]
- Charakter (1912) [15]
- Sociologie v politice (1924) [16]